# Торричелла-ин-Сабина
Торричелла-ин-Сабина (итал. Torricella in Sabina) — коммуна в Италии, располагается в регионе Лацио, в провинции Риети.
Население составляет 1362 человека (2008 г.), плотность населения составляет 53 чел./км². Занимает площадь 26 км². Почтовый индекс — 2030. Телефонный код — 0765.
Покровителем коммуны почитается Иоанн Креститель, празднование 24 июня и 29 августа.

## Демография
Динамика населения:

## Администрация коммуны
- Официальный сайт: http://www.comune.torricellainsabina.ri.it/